# Jomar
Jomar Herculano Lourenço, meglio conosciuto come Jomar (Rio de Janeiro, 28 settembre 1992), è un calciatore brasiliano, difensore del Bonsucesso.